# Pietro Luigi Micheletti
Pietro Luigi Micheletti (Travagliato, 13 novembre 1911 – 17 maggio 1964) è stato un attore, musicista e impresario teatrale italiano.

## Biografia
“Entra in arte” nel 1932 con la Compagnia del Teatro Girovago Popolare di Giuseppe Zampieri; dapprima scritturato come musicista (suona la cornetta), Pietro Luigi (detto Piero) impara presto che il suo destino è il palcoscenico e, sposata la figlia del capocomico, Lina, rimane scritturato come attore fino alla stagione 1937-1938, quando forma una propria compagnia insieme alla moglie.
Poco prima dello scoppio della seconda guerra mondiale, prende in gestione un padiglione (teatro mobile) in società con l'attore Gino Vezzoli, la cui sorella, Paola, ha sposato in seconde nozze il suocero di Piero, Giuseppe Zampieri ed è perciò matrigna di Lina. La società dura però solo per poche stagioni e terminerà con la spartizione materiale del teatro mobile (avverrà in senso longitudinale e ciascuno dei due ex soci farà ricostruire la parte mancante).
Dopo la Guerra, Piero prosegue la propria attività di teatrante nomade sul modello dei Carri di Tespi. Nelle sue compagnie “Grandi Spettacoli”, “Teatro Popolare” e “Compagnia Drammatica del Popolo”, riproduce il modello della "famiglia d'arte" impiegando tutti e quattro i propri figli: Luciano (1935), Luisa (1940-2022), Adolfo (1942-2022), Loris (1944-2021). Di essi proseguiranno l'attività teatrale Luciano e Adolfo, padre di Fabio (1963), Cristina (1965), Marco (1973), Stefano (1975) e Luca Micheletti (1985).
Piero muore nel 1964 nella sua città natale, Travagliato, dove a cinquant'anni dalla morte gli viene dedicato il Teatro Comunale che ora porta il suo nome.